# Psathoníssi (Sýros)
Pour les articles homonymes, voir Psathonisi.
Psathoníssi (grec moderne : Ψαθονήσι) est une île grecque de la mer Égée faisant partie du dème (municipalité) de Syros-Ermoupoli, en Égée-Méridionale.

## Description
Il s'agit d'une petite île inhabitée située au sud-ouest de l'île de Syros, dans les Cyclades.